# Schlacht am Grauholz
Lengnau · Grenchen · Ruhsel · Büren · Col de la Croix · St. Niklaus · Fraubrunnen · Neuenegg · Grauholz · Hägglingen · Wollerau · Stucketen-Chäppeli · Schindellegi · Rothenthurm · Morgarten · Pfyn I · Nidwalden · Pfyn II

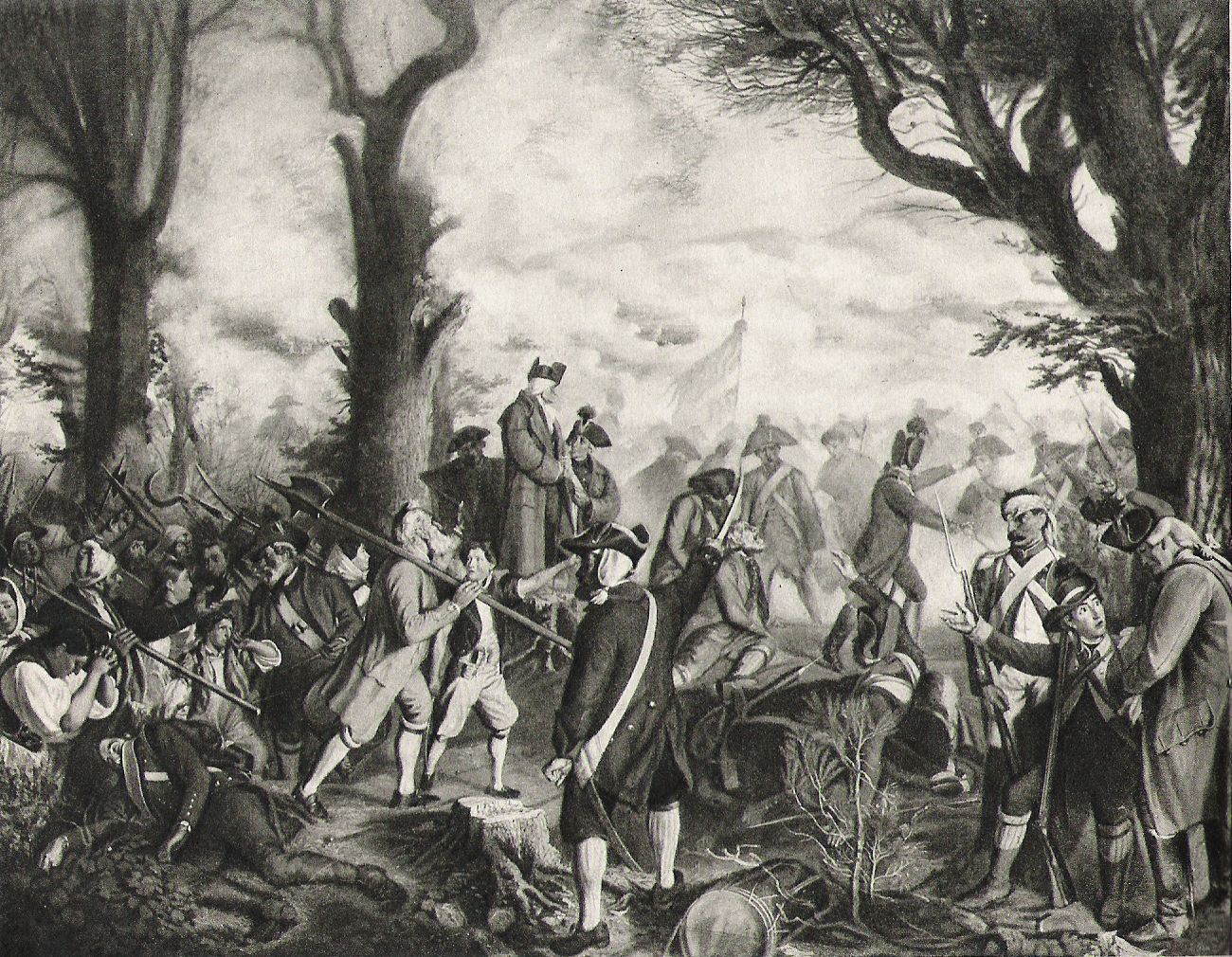
Der letzte Tag des alten Bern, Gemälde von Friedrich Walthard (1818–1870)

In der Schlacht am Grauholz am 5. März 1798 stellten sich bernische Truppen unter dem Befehl von Karl Ludwig von Erlach der französischen Armee des Generals Balthasar Alexis Henri Antoine von Schauenburg, obschon die Berner Regierung zu diesem Zeitpunkt bereits kapituliert hatte.
Die Verteidiger Berns leisteten, in einem ersten Treffen bei Fraubrunnen und anschliessend im Grauholz, einem bewaldeten Hügelzug unweit der Stadt Bern, erbitterten Widerstand. Viele Frauen, alte Männer und teilweise sogar Kinder der Landbevölkerung schlossen sich den kämpfenden Berner Truppen an und versuchten, ihre Stadt vor der französischen Invasion zu bewahren.
Die Übermacht der Franzosen war erdrückend, die Berner wurden sowohl in Fraubrunnen als auch im Grauholz geschlagen. Von Erlach nahm die Reste seiner Armee zurück und versuchte erfolglos, sich auf der Schosshalde vor den Toren Berns (bei der Zufahrt zur Untertorbrücke) noch einmal den Franzosen zu stellen.
An die Schlacht am Grauholz erinnert das 1886 am Grauholz eingeweihte Grauholzdenkmal ⊙.
Während der Schlacht konnte Schauenburg eine Sammlung von strategischen Karten des Berner Hoheitsgebietes konfiszieren, welche später als Schauenburg-Sammlung bekannt geworden sind.